# Karl Friedrich von Ledebour
Karl (ou Carl) Friedrich von Ledebour est un botaniste allemand, né le 8 juillet 1785 à Stralsund et mort le 4 juillet 1851 à Munich.

## Famille
Ledebour est le fils de l'auditeur militaire suédois Johann Ledebour (mort en 1785 ; peu avant sa naissance). Il n'appartient pas à la famille noble westphalienne von Ledebour (de). Sa mère est Anna Maria Hagemann, directrice d'une école de filles à Barth depuis 1799. Il épouse en 1815 Elisabeth von Mirbach (1786-1863), fille du staroste de Gitany et héritier de Krussen Georg Christoph von Mirbach et de son épouse Christine Emerentia von Nolde. Le couple n'a pas d'enfant et adopte une fille.

## Biographie
Il est professeur de botanique à Dorpat (aujourd'hui Tartu en Estonie) de 1811 à 1836 puis à Heidelberg et à Munich. Il visite les monts Altaï et la Russie aux côtés de Carl Anton von Meyer (1795-1855) et d'Alexander von Bunge (1803-1890), expédition préparée localement par Friedrich August von Gebler. Il a étudié de nombreuses espèces dont le sapin de Sibérie en 1833.

## Publications
Il est notamment l’auteur de : 
- Reise durch das Altai-Gebirge (Berlin, 1829).
- Flora rossica, sive Enumeratio plantarum in totius imperii rossici provinciis europaeis, asiaticis et americanis hucusque observatarum (Stuttgart, quatre volumes, 1841-1853).